# Dióscoro Puebla y Tolín
Dióscoro Puebla y Tolín   (Melgar de Fernamental, 25 de febrer de 1831 - Madrid, 24 d'octubre de 1901) va ser un pintor de l'època de l'eclecticisme. La seva obra tracta de composicions de pintura històrica, de gènere, literaris, retrats i temes fantàstics. La pintura històrica dins l'estil del classicisme, és la que li va donar més fama.

## Orígens

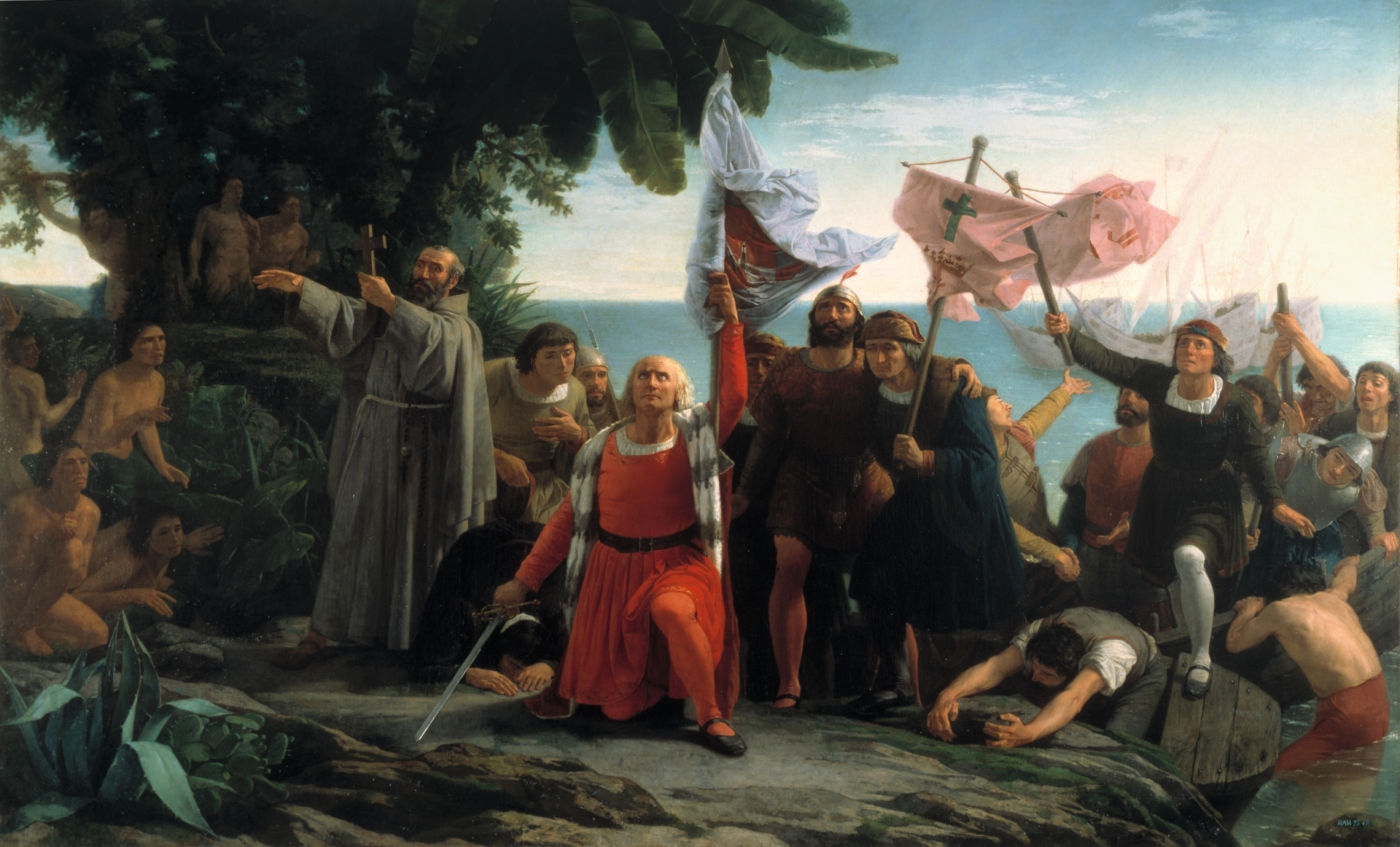
Primer desembarcament de Cristòfor Colom a Amèrica. (1862)

Va néixer el 25 de febrer de 1831 a la vila de Melgar de Fernamental, a la província de Burgos. Era fill de Manuel Puebla González, nascut a Lantadilla, a la província de Palència, i d'Hermógenes Tolín Estébanez, natural també de Melgar.
Els seus primers estudis els va realitzar a l'escola pública de Carrión de los Condes, després passà per la Càtedra de Llatinitat i Humanitats i per l'Escola Municipal de Dibuix de Palència, creada el 1838, de la mateixa manera que ho van fer Casado del Alisal, Serafín Martínez del Rincón y Trives, Eugenio Oliva Rodrigo, Asterio Mañanós Martínez i Justo María de Velasco, entre d'altres. S'inicià i va pertànyer a la Real Academia de Bellas Artes de San Fernando de Madrid des de 1845, on va ser alumne de José de Madrazo i Carlos Luis de Ribera y Fieve.

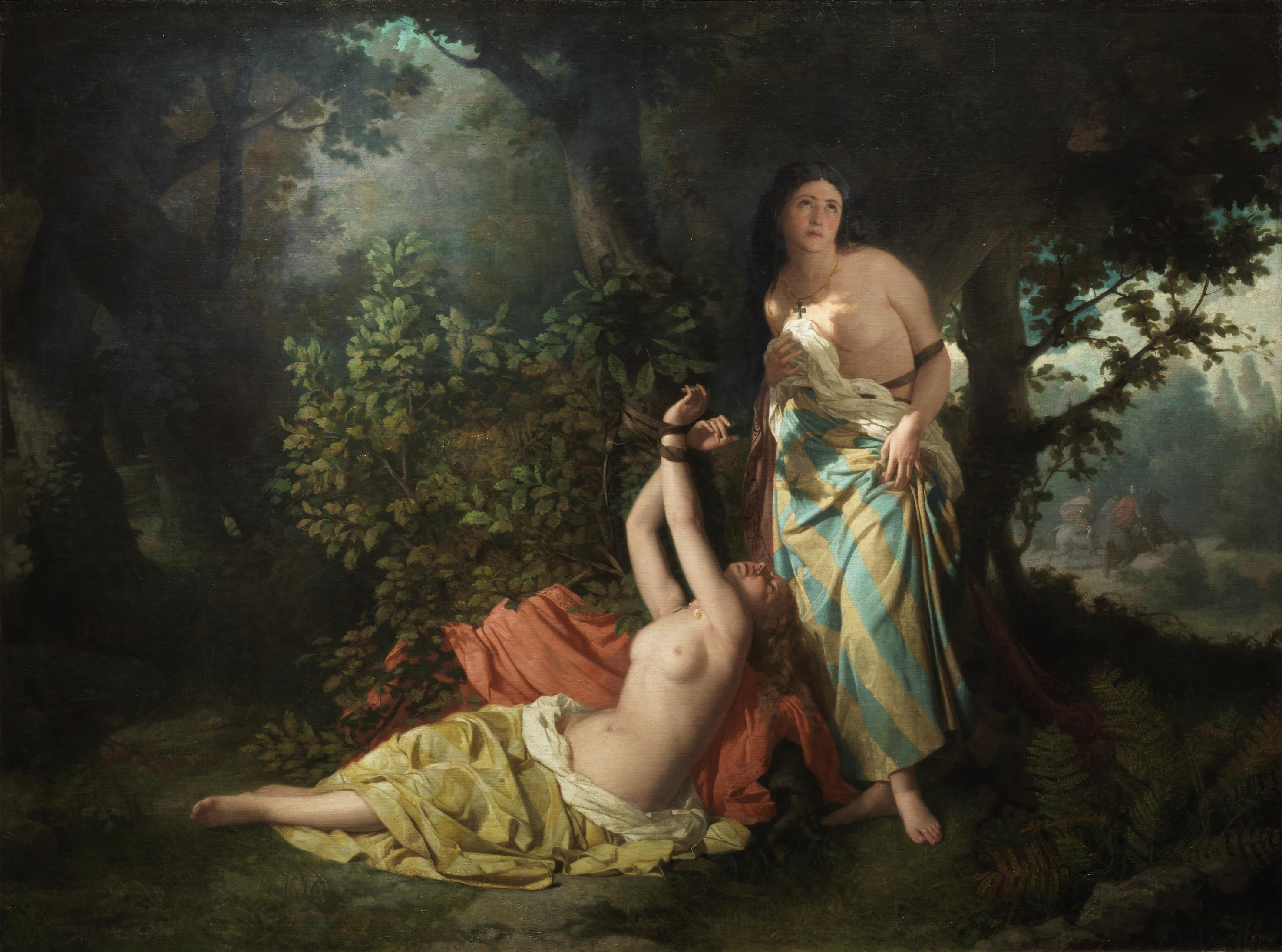
Les filles del Cid, del romanç XLIV del Tesoro de Romanceros (1871), per Dióscoro Puebla. Museu del Prado. Sala 61.

## Viatges a Itàlia i França
El 1858 va obtenir una beca de 12.000 reals anuals durant tres anys, pels seus quadres Degollación del Bautista, Muerte de Nerón i com quadre d'història, Despedida de Cayo Gracco de su familia, es conserva junt amb Lot y su Familia huyendo de Sodoma a la Real Academia de Bellas Artes de San Fernando de Madrid; visità també Florència i Venècia, i junt amb el seu amic Pedro Antonio de Alarcón, que el 1882 li dedicà el llibre " Narraciones Inverosimiles ", viatjaren a Nàpols i Pompeia, també va estar a París.
En aquests anys a Roma acudeix a l'Acadèmia Chigi i formà part del grup d'espanyols que es reunia a l'antic Caffè Greco de Via Condotti 86, fundat el 1760 front a la Piazza di Spagna, (Casado del Alisal, Rosales, Palmaroli, Mercadé, Fortuny, Alejo Vera, Luis Álvarez Catalá).
El 1862 presenta l'obra Primer desembarcament de Cristòfor Colom a Amèrica a l'Exposició Nacional de Belles Arts, amb la qual va obtenir la medalla d'or. Ràpidament es va convertir en un de les pintures d'història sobre Colom per excel·lència, convertint-se en una icona sobre el descobriment d'Amèrica a Espanya.

## Maduresa
Tornà a Espanya el 1863, va ser nomenat professor de la Real Academia Provincial de Bellas Artes de Cadis. També va ser professor de dibuix a la Superior de San Fernando de Madrid.
El 1865, ingressà a la Real Academia de Bellas Artes de San Fernando de Madrid, i en va ser president de la secció de pintura, així com director de l'Escola Especial de Dibuix, Pintura i Gravat. Va ser soci fundador de l'Asociación de Escritores y Artistas Españoles.
Va ser premiat a l'Exposició Internacional Franco-Espanyola de Bayona de 1864, i a l'Exposició Universal de Filadèlfia (1876), l'Exposició Universal de París de 1867, Va obtenir les Encomiendas de l'Orden de Carlos III i d'Isabel la Católica el 1869.
De 1883 fins a la seva mort va estar vinculat laboralment amb l'Escola Superior de Pintura, Escultura i Gravat. El 16 de març de 1883 va ser nomenat professor de colorit i composició, i en va prendre possessió el 19 del mateix mes. Va actuar com a jurat de diversos concursos per a pensionar alumnes. El 1897 va ser nomenat director de l'escola en substitució del difunt Luis de Madrazo.
Va ser nomenat acadèmic de número de la Reial Acadèmia de Belles Arts de Sant Ferran. El 8 de novembre de 1885 va llegir el seu discurs en la recepció pública de l'acadèmica amb un text titulat Sobre la historia de la pintura, amb contestació de Mariano Vázquez.